# 希洛山 (伊利諾伊州)
希洛山（英語：Shiloh Hill）是位於美國伊利諾伊州蘭道夫縣的一個非建制地區。該地的面積和人口皆未知。

## 地理
希洛山的座標為37°55′31″N 89°37′16″W / 37.92528°N 89.62111°W，而該地的平均海拔高度為156米（即512英尺）。